# ألان روبرتسون
ألان روبرتسون (الإنجليزية: Allan Robertson؛ 9 يناير 1853 – 19 أكتوبر 1929) كان سياسيًا أستراليًا، مثّل دائرة ووروورا في مجلس نواب أستراليا الجنوبية خلال الفترتين من 1918 إلى 1921، ومن 1924 إلى 1927، بصفته عضوًا عن حزب العمال الأسترالي.

## السيرة
وُلد روبرتسون في أستراليا الجنوبية عام 1853. لم يُعرف الكثير عن حياته المبكرة أو تعليمه، لكنه ارتبط مبكرًا بالحركة العمالية في جنوب أستراليا، حيث مثّلها تحت لواء حزب العمال.

## المسيرة السياسية
- انتُخب لعضوية مجلس نواب أستراليا الجنوبية عن دائرة ووروورا في انتخابات عام 1918.
- خسر مقعده في انتخابات 1921، لكنه عاد ليُنتخب مرة أخرى في 1924 وظل عضوًا حتى عام 1927.
- خلال فترة وجوده في البرلمان ركّز على الدفاع عن مصالح العمال والزراعة في منطقته الريفية.

## الجدول الزمني
| السنة | الحدث                        |
| ----- | ---------------------------- |
| 1853  | وُلد في أستراليا الجنوبية     |
| 1918  | انتُخب نائبًا عن دائرة ووروورا |
| 1921  | خسر مقعده البرلماني          |
| 1924  | عاد إلى البرلمان             |
| 1927  | نهاية فترة ولايته            |
| 1929  | توفي في 19 أكتوبر            |

## الإرث
يُذكر روبرتسون كأحد السياسيين الذين جسّدوا حضور حزب العمال الأسترالي في جنوب أستراليا خلال بدايات القرن العشرين، وساهموا في تعزيز مشاركة الحزب في الحياة السياسية البرلمانية.